# Vosztok–1
A Vosztok–1 (oroszul: Восток–1 – magyarul: kelet) a Vosztok-program és egyben a történelem első olyan űrrepülése volt, amely során egy űrhajós jutott el a világűrbe. Az első embert szállító űrhajó 1961. április 12-én startolt a bajkonuri űrrepülőtérről, Tyura-Tamból. A világ első űrhajósa – az űrhajó egyetlen utasa – Jurij Gagarin volt, ő lett az első ember a történelemben, aki elhagyta a Föld légkörét. A repülés számos elsőséget, rekordot állított fel: az első repülés Föld körüli pályán, emberrel a fedélzeten, a súlytalanság első tartós megtapasztalása, az első rádióbeszélgetés az űrből stb.
A repülés mindössze egyetlen Föld körüli keringésből állt, a feljegyzések szerint 108 percig tartott. Az űrhajó egy 65°-os pályahajlású, 327×191 kilométeres ellipszispályán repült, és a Föld egy rögzített pontjához képest nem, csak az űrbeli viszonyítási ponthoz képest tett meg egy teljes keringést (a földfelszínen kb. 400 km-rel nyugatabbra volt a leszállási pont, mint a felszállási, tehát ebben a viszonyítási rendszerben nem volt meg a teljes kör, ám a világűrből nézve igen, mivel a felszínhez képest kb. 350°-ot tett meg, amihez még hozzáadódik a felszínnek a repülés másfél óra alatti kb. 22°-os elfordulása, amely együttesen már több, mint 360°).
A leszállás a Szaratovi terület Engelsz nevű kisvárosa mellett történt meg. Az űrhajós és az űrhajó külön értek földet, mivel a Vosztokba nem építettek be sima leszállást biztosító rendszert, így a leszállás legvégső fázisában Gagarin katapultált és saját ejtőernyőn tette meg az utat.
A repülést teljes titoktartás előzte meg, majd bizonyos részletekkel (elsősorban a leszállással kapcsolatos adatokkal) kapcsolatban is fennmaradt azok elhallgatása. Később Gagarint világ körüli útra küldték, a világ számos országában ünneplő tömeg fogadta, a szovjetek ezáltal aratták le a kiemelkedő technikai teljesítmény nyújtotta dicsőséget.

## Leírása
Az űrhajó adatai:
- Teljes hossz: 4,3 méter
- Legnagyobb átmérő: 2,5 m
- A leszállómodul átmérője: 2,3 m
- Szabad térfogat a leszállómodulban: 1,6 m³

## Személyzet
| Beosztás   | Kozmonauta                                | Kozmonauta                                |
| ---------- | ----------------------------------------- | ----------------------------------------- |
| Parancsnok | Jurij Alekszejevics Gagarin (1) űrrepülés | Jurij Alekszejevics Gagarin (1) űrrepülés |

Tartalék
| Beosztás   | Kozmonauta                                | Kozmonauta                                |
| ---------- | ----------------------------------------- | ----------------------------------------- |
| Parancsnok | German Sztyepanovics Tyitov (1) űrrepülés | German Sztyepanovics Tyitov (1) űrrepülés |

(1) Zárójelben a sikeres űrrepülések száma személyenként, beleértve ezt a missziót is.

## Előzmények

### Embert az űrbe
A Szputnyik–1 1957. október 4-i felbocsátása elindította az űrversenyt is, a világ akkori két szuperhatalma az űrteljesítmények területén (is) egymás megelőzésére törekedett. Ebben a versenyben a különböző műholdak felbocsátása után a következő logikus lépés az ember világűrbe lépése volt. A Szovjetunióban a nyilvánosság teljes kizárásával folytak az erőfeszítések mind a műholdak, űrszondák indítására, mind pedig az emberes program elindítására (ugyanekkor az USA-ban a nyilvánosság előtt indult el a Mercury-program, az első ember űrbe juttatását célul kitűző NASA projekt).
Az ember világűrbe juttatására irányuló program (egy embert szállító űrhajó előállításának programja) beindítását 1958. november 1-jén döntötte el az SZKP Központi Bizottsága egy titkos határozattal. Ez a létrehozandó űrhajó a Szergej Koroljov vezette OKB–1 tervezőirodában 1958. január 1-jén munkába vett terveken alapult. A „konkurens” amerikai űrprogramot, a Mercury-programot másfél hónap késéssel, 1958. december 17-én jelentette be Keith Glennan, a NASA igazgatója.
Az embert szállító űrhajó kifejlesztése három fő lépcsőben zajlott le. Először a Szovjet Tudományos Akadémián és az OKB–1-ben elméleti kutatások zajlottak, amelyek eredménye az űrhajóval szemben támasztott követelményrendszer volt, illetve az alkalmazandó forma és anyagok kiválasztása. A második fejlesztési lépcsőben elindult egy katonai műholddal közös platform, egy ember szállítására is alkalmas űreszköz megvalósítása, amelynek keretében megszületett a Vosztok 1K típusú űrhajó (később ezzel az altípussal kizárólag automata üzemmódú kísérleti repüléseket végeztek, előzetesen igazolandó a típus alkalmasságát). Az SZKP 1959. május 22-i döntése után pedig elkezdődött a harmadik fázis, a Vosztok 3K altípus, a később emberekkel is repülő, végleges űrhajóváltozat fejlesztése. 
A fejlesztési folyamat végén két fő részegységből álló űreszköz született. Az űrhajó fő része a gömb alakú kabin volt (oroszul: Шарик sárik), amelyben az űrhajós utazhatott, és amelyet az életfenntartó rendszerekkel, műszerekkel valamint a visszatérés kulcsának számító hőpajzzsal szereltek fel. Ezt az egységet egészítette ki a műszaki egység – egy hengeres test –, amely a visszatéréshez szükséges fékezőhajtóművet és annak hajtóanyagát, az akkumulátorokat és az űrben az űrhajó saját tömegközéppontja körüli elfordulást lehetővé tevő (pozicionáló) hajtóművet és annak hajtóanyagát vitte magával. A Vosztok 3K az űrben nem tudta keringési pályáját megváltoztatni, mert nem volt ehhez szükséges teljesítményű hajtóműve.

### Legénységválogatás
A szovjet űrprogram 1959 nyarán jutott el oda, hogy az emberrel végrehajtott repülés „tárgyát”, magát a repülést majdan végrehajtó űrhajóst (vagy űrhajósokat) megkeressék. A Szergej Koroljov által összeállított követelményrendszer alapján a Szovjet Légierő pilótái közül kerestek 25–30 év közötti, 170–175 cm testmagassággal rendelkező, 70–72 kg-os testsúlyú, kiváló egészségi és mentális állapotban levő pilótákat.
Több mint 3000 pilóta részvételével, több fordulóban zajlott le a pszichológiai és fizikai teszteket egyaránt tartalmazó válogatás 1959 nyarán, amelyek végén 20 jelölt léphetett tovább a további válogatási fordulóba. A végleges szelekciót a moszkvai Központi Repülő Tudományos Kutató Kórházban végezték 1959. október 3-i kezdettel, amelyben újabb pszichológiai és fizikai próbáknak (forgószékes vizsgálatoknak, alacsony nyomású kamrának, centrifuga tesztnek) vetették alá a kutatók a pilótákat. 1960. január 11-én Konsztantyin Versinyin marsall megalapította a Frunze Katonai Akadémián az Űrhajós Kiképző Központot, a 20 fős jelöltcsoport további próbái itt folytatódtak a költözés után, amelyek során előbb 12, aztán 8, majd 6 fősre szűkült a jelöltek mezőnye. A lezajlott válogatás során 6 jelölt maradt fenn a rostán. A végső hat fő kiválasztása 1960. május 30-án történt meg. Egy hónappal később a jelöltek az újonnan létrehozott Csillagvárosba költöztek át, ahol a kiképzésük 1960. június 29-én megkezdődhetett. Később, a kiképzés ideje alatt egy baleset okozta haláleset és egy másik baleset okozta sérülés miatt még két helyen változott a jelöltlista, amely végül a következőképpen állt össze: Jurij Gagarin, Valerij Bikovszkij, Adrian Nyikolajev, Pavel Popovics, German Sztyepanovics Tyitov, Grigorij Nyeljubov. Közülük kerülhetett ki később a világ első űrhajósa.
A szovjet kormány (és elsősorban Hruscsov) kifejezett kívánsága az volt, hogy az első űrhajós 100%-ban „orosz” legyen, vagyis nem csak mindkét szülőjének, hanem a nagyszüleinek is orosznak kellett lennie. Ennek a kívánságnak nem felelt meg Popovics, aki ukrán volt, Nyikolajev (csuvas) és Bikovszkij, aki félig ukrán volt. Engedélyezték azonban számukra, hogy a későbbi űrrepülések részesei legyenek, hogy ezzel a „népek barátságát” demonstrálják a Szovjetunión belül.
Kezdetben úgy tűnt, hogy Alekszej Leonov lesz az első űrhajós, mert a feltételeknek maradéktalanul megfelelt. De Leonov kissé nagyobb testalkatú volt a többieknél, ezért Koroljov mást keresett. Ekkor már csak ketten voltak a lehetséges űrhajósok listáján, Gagarin és Tyitov, bár ott volt még Vlagyimir Komarov is, aki csak kissé volt testesebb náluk.
Ekkor újabb politikai feltétel szűrte a jelölteket: a leendő űrhajósnak munkás- vagy parasztcsaládból kell származnia. Ebben Gagariné volt az előny, mert falun született és mindkét szülője paraszt volt. Tyitov is falun született, de apja falusi tanító volt, vagyis „értelmiségi”, Komarov pedig szintén értelmiségi családból származott, akik ráadásul városban éltek (ő maga pedig mérnök volt).
A történelmi jelentőségű kiválasztásra egészen a kiképzés végéig kellett várni. A kiválasztásért felelős irányítók – Szergej Koroljov, a teljes űrprogram irányítója, és Nyikolaj Kamanyin, a személyzeti ügyek felelőse – csak a repülés előtt egy héttel választották ki, és 1961. április 8-án nevezték meg az Állami Bizottság előtt jelöltjüket. Döntésük szerint a világ első űrrepülését Jurij Gagarin hajthatta végre, tartalékaként German Tyitov állt készen, Tyitov tartaléka pedig Grigorij Nyeljubov lett. A kiválasztott Gagarin nem a legjobb volt a tesztekben, ám minden tesztben a legjobbak között volt, a teljesítménye inkább volt egyenletesen magas, mintsem kiemelkedő. Emellett a pillanatnyi fizikai és pszichikai kondíció is Gagarin mellett szólt, így esett a választás rá, Tyitovval szemben.

### Ember nélküli kísérleti repülések
Az első, a fedélzeten embert szállító repülést megelőzően összesen hét automatikus üzemmódban végrehajtott repüléssel igazolták a szovjetek az űrhajó működőképességét. Ezek a repülések a Vosztok űrhajó fejlesztésének fázisai voltak egyben. Elsőként a Vosztok–1P űrhajó altípus repült Szputnyik–4 küldetéskód alatt, az űrhajó viselkedésének első vizsgálatára. A teszt csak részsikert okozott, mivel a visszatéréskor fékezés helyett még megemelte a hibás automatika a pályát, így légkörbe lépésére csak évekkel később került sor, amikor természetes fékeződés folytán tért vissza az űrhajó.
A kissé továbbfejlesztett űrhajóval, a Vosztok–1K-val ezután négy tesztrepülés következett. Az első startbalesetbe torkollt, fél perccel a start után felrobbant a rakéta és az űrhajó, megölve a fedélzeten felküldött két kutyát, Csajkát és Liszicskát. A második próba 1960. augusztus 19-én a Vosztok-program első sikeres repülése lett. Az űrhajó Vosztok–1K altípusa Bjelka és Sztrelka kutyával, egerekkel, rovarokkal a fedélzetén közel egy napos repülést végzett. A két kutya élve tért vissza (igaz, egyiküknél a repülés negyedik keringésében egészségügyi problémákat észleltek, ezen tapasztalat alapján az orvosok a leendő emberes repülést rögtön három keringésben maximálták), így ők lettek az első élőlények, amelyek megjárták a világűrt. A következő űrhajó, a Szputnyik–6 útja ismét sikertelenül végződött, habár maga a repülés meghozta a sikert, a visszatérés egy hiba miatt nem az előre meghatározott területre (a Szovjetunió területére) történt volna, ezért a beépített önmegsemmisítővel az irányítás felrobbantotta a kabint, elpusztítva az utasokat, Pcsjolka és Muska kutyát. A legutolsó Vosztok–1K repülés egyértelmű kudarc volt, a rakéta nem tudta pályára állítani az űrkabint, viszont a mentőrendszer tökéletesen tette a dolgát, így Kometa és Sutka kutya túlélte a repülést.
1961. március 9-én a szovjetek áttértek a Vosztok–3K altípusú űrhajóra, a végleges, ember szállítására szánt eszközre. Ezen a napon startolt a Szputnyik–9, fedélzetén Csernuska kutyával és egy műszerekkel felszerelt életnagyságú bábuval, valamint egerekkel és tengerimalacokkal. Az egyetlen Föld körüli keringésből álló repülés teljes sikert hozott. A második Vosztok–3K tesztrepülésre alig több mint két héttel később, 1961. március 25-én került sor. A Szputnyik–10 úgyszintén egyetlen Föld körüli fordulatot tett Zvjozdocska kutyával és egy mérőbábuval, és úgyszintén teljes sikert hozott a repülés. A két siker alapján megvolt az alap az éles, emberes küldetésre.

### Rádiókövetés
Az űrhajóssal való kapcsolattartáshoz rádiókövetésre is szükség volt. Ellentétben azonban az amerikai gyakorlattal, akik a világ minden pontján levő katonai támaszpontjaik és a világóceánokon cirkáló hadihajóikra alapozták a rádiókövetést, a szovjetek kizárólag az országuk területén levő rádióállomásokon keresztül tartották a kapcsolatot az űrhajóval. A rádiókapcsolatot URH (UHF) és RH (HF) sávokon át tartották fenn, mindkét típust más-más állomásokon keresztül.
- URH állomások:
  - Tyura-Tam (Zarja–1)
  - Kolpasevo (Zarja–2)
  - Jelizovo (Zarja–3)
- RH állomások:
  - Moszkva (Veszna)
  - Alma-Ata (Veszna)
  - Novoszibirszk (Veszna)
  - Habarovszk (Veszna)

## A repülés

### Startelőkészületek
A repülés formális előkészítése 1961. március 28-án kezdődött, amikor az űrprogramért felelős szovjet állami bizottság összeült, és a Szputnyik–10-ről szóló jelentés mellett egy – szigorúan titkos – hivatalos javaslatot készítettek az SZKP felé az emberes repülés engedélyezésére. Magán a javaslatot kidolgozó ülésen egy sor, a repüléssel kapcsolatos egyéb döntést is meghoztak, illetve az illetékesek a kellő tájékoztatáshoz jutottak. Ilyen információ volt például, hogy arra az esetre, ha a fékezőrendszer hibája miatt az űrhajó a tervezett egy keringést követően nem tudna visszatérni, úgy az űrhajós elegendő ellátmánnyal rendelkezik a következő hét napra, amely idő alatt természetesen is lefékeződik a légkörben az űrhajó, és magától visszatér. Ilyen volt az a döntés is, hogy mikor hozza nyilvánosságra a TASZSZ hírügynökség a repülés tényét. Eszerint a sikeres felszállást követően, de jóval a leszállást megelőzően javasolták a bejelentést megtenni, mivel egyrészt így elhárulhatott minden olyan esetleges vád, hogy az űrhajós katonai céllal kémkedik, illetve egy esetleges nem várt helyen történő leszállás esetén a mentés könnyebben szervezhető más országok bevonásával. Ezen az ülésen dőlt el a program nyilvánosságnak szánt neve is. Az addig használt Korabl-Szputnyik név helyett az addig szigorúan titkos Vosztok nevet javasolták „publikálni” az első emberes repüléshez, azon egyszerű oknál fogva, mert a Korabl-Szputnyik 6 elnevezés nem passzolt egy történelmi repüléshez. A lehetséges startdátum közelebbi meghatározása is ekkor történt meg, a bizottság április 10–20. közé tette a repülés lehetséges időpontját. A párt Központi Bizottságának Politikai Bizottsága 1961. április 3-i határozatában hivatalosan is elfogadta a javaslatot, és engedélyt adott egy embert szállító űrhajó felbocsátására.

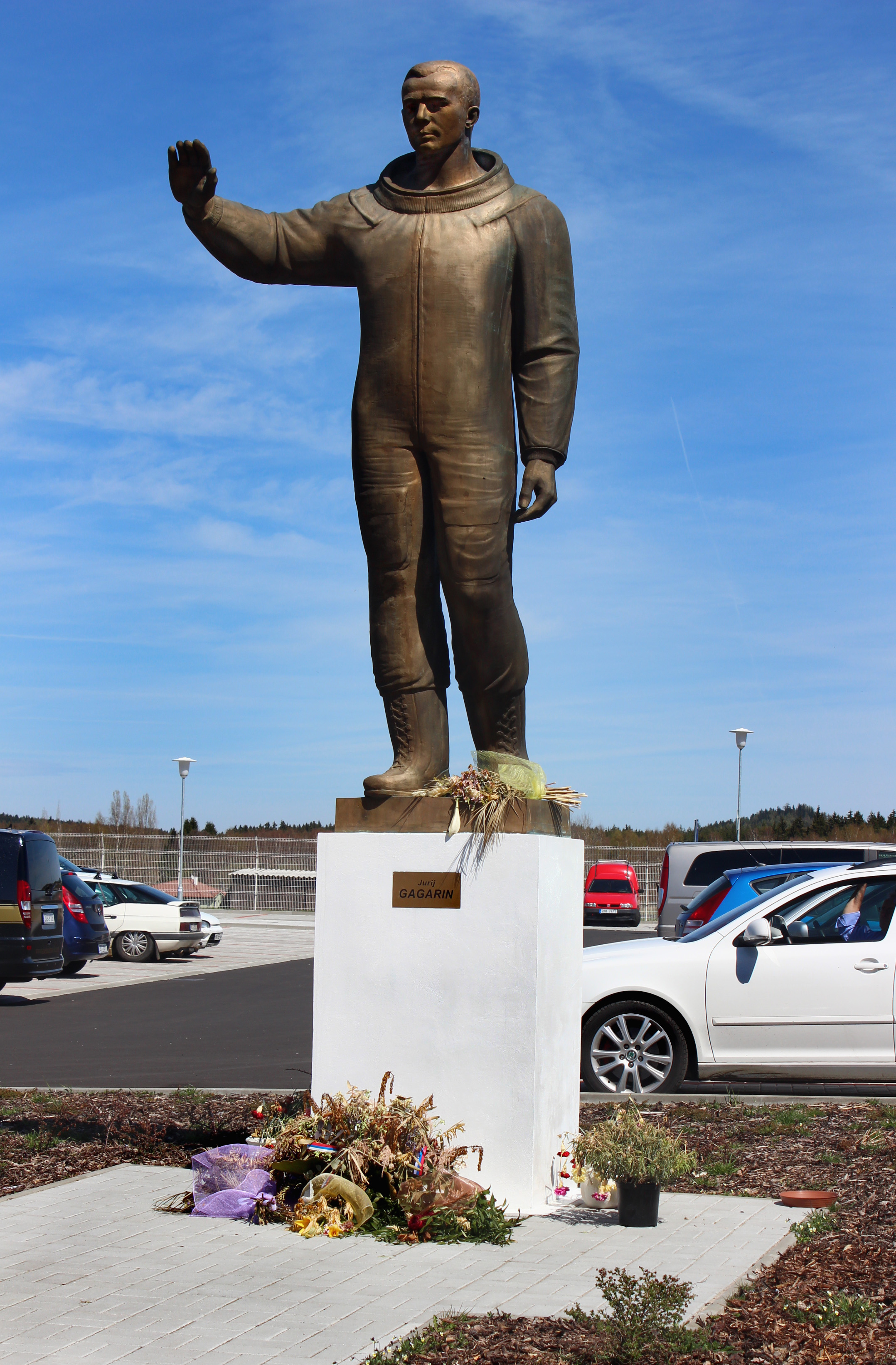
Gagarin szobra Karlovy Vary repülőterén

A hatfős szovjet űrhajóscsoport 1961. április 5-én érkezett Tyura-Tamba, hogy a repülésre szánt űrhajó példányokkal is megismerkedjenek (ezt a tesztet már csak Gagarin és Tyitov végezte el). Három nap múlva, április 8-án került sor a döntésre, amelyben a hatok közül Koroljov és Kamanyin megnevezte a repülést végrehajtó űrhajósjelöltet és tartalékát. A döntés alapján a repülésre Jurij Gagarint, tartalékaként German Tyitovot jelölték (harmadik tartalékként Grigorij Nyeljubovot). A pilótákkal másnap közölte Kamanyin a jelölésüket. A döntés a startdátum további szűkítését is tartalmazta: az első repülésre április 11–12. közötti időpontban kellett sort keríteni.
A rakétát 1961. április 11-én szállították ki az indítóállásba (a szovjet rakétaépítési elvek szerint a rakétát és az űrhajót vízszintes helyzetben szerelték össze, és egy speciális vonattal, síneken szállították az indítóállásba, majd ott állították függőleges helyzetbe, hogy aztán megkezdődhessen a hajtóanyaggal való feltöltés és az űreszköz felkészítése). Ekkor jelölték ki a startidőpontot is: a Vosztok–1 felbocsátására 1961. április 12-én – helyi idő szerint – 9:07-kor kellett sort keríteni. A reggeli startidőpontot úgy határozták meg, hogy a repülés végén, a fékezés előtt az űrhajó orientációs rendszerének szenzorai számára a legjobb megvilágítási feltételek álljanak a rendelkezésére, hogy a fékezés időpontjában – valahol Afrika felett – a rendszert nehogy megzavarja valami, amitől a fékezés rosszul sikerülhet.
Az űrhajósok az utolsó kiképzési napon rövid eligazításon vettek részt, majd kilátogattak az indítóállásba, ahol kötetlen beszélgetést folytattak az ottani személyzettel. Ezt követően megkezdődött a közvetlen repülésre való felkészülés, az űrhajósjelöltek testére szenzorok kerültek és megkezdődött az életfunkcióik orvosi monitorozása. Gagarin és Tyitov 21:30-kor feküdt le (még az ágyukban is beépített szenzorok figyelték, mennyire nyugodtan alszanak).

### Start

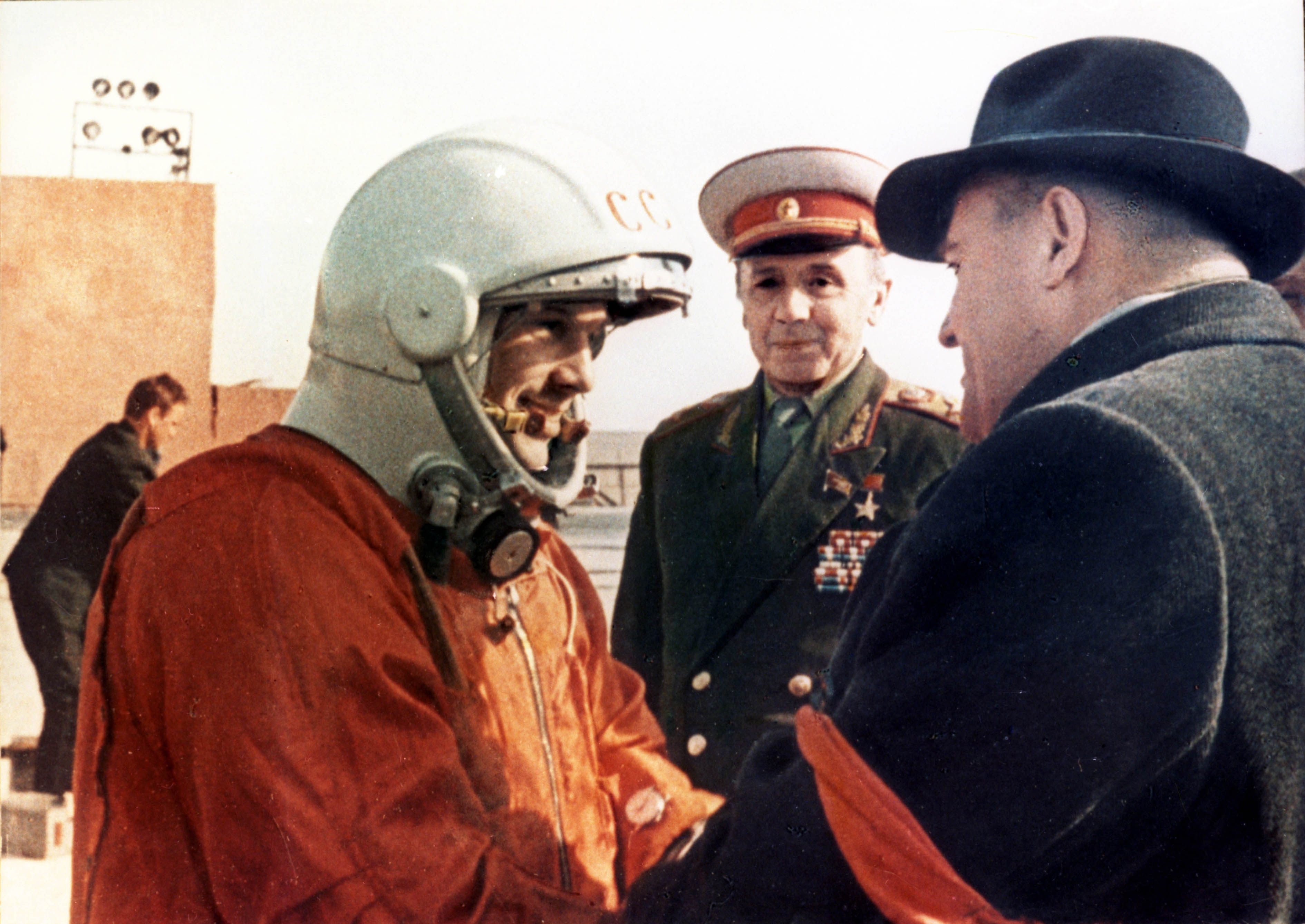
Gagarin a startot megelőzően Koroljovval és Moszkalenkoval

A Vosztok–1 startprocedúrája 6 órával a tervezett felszállás előtt – helyi idő szerint – 1961. április 12-én, hajnali 3:00-kor kezdődött. A bajkonuri 1-es számú indítóállásban (és Szovjetunió-szerte a rádió-követőállomásokon) megkezdődött a rakéta és az űrhajó utolsó felkészítése, amelynek befejeztét 6:00-ra jelentették. Közben az űrhajósokat 5:30-kor ébresztették, majd egy rövid reggeli után következett a beöltözés (Tyitov egészen az indítóállásig teljes értékű tartaléknak számított, teljesen beöltözött, és az utolsó pillanatban is készen kellett állnia, hogy beugorjon Gagarin helyére, ha társával bármi történt volna). A repülésre a Szokol űrruha első példányait használták. Ezt követően egy busz szállította a két beöltözött űrhajóst és számos kísérőjüket az indítóállásba. (Az űrhajós legendárium szerint útközben meg kellett állni, mert Gagarinnak vizelnie kellett. Szintén ugyanezen legendárium szerint az első szovjet űrhajós ezzel hagyományt teremtett, minden őt követő szovjet/orosz űrhajó utasai megállnak egy szertartásos „könnyítésre”.)
Gagarin ezek után beszállt az űrhajóba (a hivatalos feljegyzések szerint beszállás előtt patetikus beszéddel búcsúzott az indítóállás személyzetétől és az őt az űrhajóhoz kísérőktől, ám ez inkább csak a propaganda része volt, mintsem tény, hisz például a beszédet rögzítő hangfelvételről kiderült, hogy napokkal korábban, Moszkvában készült). Lévén a repülés teljesen automatikus, Gagarinnak nem volt túl sok dolga a repülés előkészületeiben, lényegében unatkozott a felszállásig.
A startra végül helyi idő szerint 9:06:59,7-kor (UTC 6:06:59,7) került sor.
Eseménysor (rádióforgalmazások):
- 9:07:00 Start

Zarja–1 (Koroljov): Fokozatindítás, segédhajtómű... főhajtómű... FELSZÁLLÁS! Jó utat kívánunk. Minden rendben működik.
Kedr (Gagarin): Gyerünk! Alig lehet zajt hallani a kabinban, minden jól halad. Jól vagyok, a hangulatom vidám, minden rendben.
Zarja–1: Jó utat kívánunk. Minden rendben működik?
Kedr: Köszönöm, viszontlátásra. A közeli találkozásig drága barátaim. Viszontlátásra, a közeli találkozásig
A start pillanatát Gagarin csak Koroljov rádiózásából és a megnövekedett rázkódásból érzékelte. A szovjetek nem alkalmaztak visszaszámlálást az első űrrepüléseiknél, az az USA-ban dolgozó német rakétamérnök-csoport találmánya volt.
- 9:08:10 Első státuszriport

Zarja–1: Idő 70 (a repülésből eltelt idő 70 másodperc).
Kedr: Értettem, 70. Jól érzem magam, folytatom a repülést, növekszik a gyorsulás, minden rendben van.
- 9:09:19 Első fokozat leválás

Kedr: Zarja–1, itt Kedr. Az első fokozat befejezte a működését. A gyorsulás és a vibráció enyhült. A repülés rendben folytatódik. Vétel. Jól hallak benneteket. A leválást éreztem. A második fokozat működik.
A repülés 119. másodpercében a rakéta 4 külső hajtóműve levált az üzemanyag kifogytával.
- 9:10:00 Orrkúp leválás

Zarja–1: A kúp levált, minden rendben. Hogy érzed magad?
Kedr: Áramvonalazóidom ledobva. Látom a Földet. A g-erő valamelyest növekedett, jól vagyok, a hangulatom is jó.
Zarja–1 Jó. Tökéletes. Minden jól halad.
Zarja–1 Felhőket figyelek meg. Látom a Földet... Gyönyörű. Milyen gyönyörű... hogy hallotok?
- 9:12:58 Második fokozat leválás

Kedr: A második fokozat leválása megtörtént.
Zarja–1: Minden a várakozások szerint működik. Utolsó fázis.
A start után közel hat perccel fogyott ki az R-7-es központi fokozatának üzemanyaga, a fokozat hajtása leállt, mindössze négy kis helyzetszabályzó rakétafúvóka működött pár másodpercig, amelyek a rakéta pályán tartását biztosították a meghajtás kiesésének idejére. Majd levált a fő fokozat és a végfokozat gyorsította tovább az űrhajót. A meghajtáskiesés 10–15 másodperce alatt Gagarin először érzékelte a súlytalanságot.
- 9:18:28 A harmadik fokozat leválása, az űrhajó pályára állása.

Bár a híradások évtizedeken át állították, hogy Gagarin Föld körüli pályára állása mindenben tökéletes volt, ám ez nem volt igaz. A '90-es évek végén megjelent pályaadatok alapján kiderült, hogy a Vosztok–1 pályájának 327 kilométer magasságban levő földtávolpontja közel 100 kilométerrel haladta meg a tervezett 230 kilométeres értéket. Ez rögtön biztonsági problémákat vetett fel. A magasabb pálya hosszabb időtartamra jelentett stabil keringést, azaz a biztonsági tartalékként szereplő „B-terv” (miszerint, ha probléma adódik a visszatéréskori fékezéssel, legfeljebb a természetes lassulás miatt 5–7 nap múlva magától tér vissza az űrhajó) nem működött volna. A túlgyorsítás következtében ténylegesen létrejött pályáról baj esetén 2–4 hét elteltével térhetett volna vissza az űrhajó, Gagarinnak a létfenntartó készletek idő előtti kifogyása miatti halálát valószínűsítve. A másik probléma a visszatérési pont máshová helyeződése volt, a tényleges pálya leszállópontja máshová került, váratlan feladatot róva a kutató-mentő szolgálatokra.
Gagarin jól viselte a felbocsátást és kitűnően érezte magát a súlytalanság állapotában.

### Keringés
Ember először látta bolygónkat az űrből. Az űrhajós kétoldalú rádiókapcsolatot tartott fenn a földi irányítóközponttal. Feladata volt az űrhajó rendszereinek folyamatos figyelése, saját életfunkcióinak ellenőrzése, jegyzetek készítése, sőt még egy étkezés is. Maga a repülés teljesen automatizált volt, mert előre nem lehetett tudni, hogy az űrhajós képes lesz-e dolgozni a súlytalanság állapotában. Szinte semmilyen probléma nem történt, kivéve azt, hogy a ceruza, amivel Gagarin a hajónaplót írta, az ülés alá került, és onnan nem tudta kivenni.
Koroljov javaslatára az űrrepülés tényét a felbocsátás után nyilvánosságra hozták (a korábbi és a későbbi szokás az volt, hogy a repülést csak a leszállás után jelentették be). Ennek oka az volt, hogy így külföldön is észlelhették az űrhajó rádiós kommunikációját, megerősítve ezzel az űrrepülés megtörténtét, míg fordított esetben ezt nehéz lett volna bizonyítani. (ez logikailag cáfolja azt a feltételezést, hogy ezt megelőzően is járt volna ember az űrben, mivel azt ugyanilyen okból a fellövés után bejelentették volna – ha pedig titokban akarták volna tartani, akkor Gagarin esetén is így tettek volna).
Elsőként az amerikai hírszerzés szerzett tudomást a repülésről. Egy alaszkai elektronikai felderítő állomás húsz perccel a start után fogta először a Vosztok–1 rádiójeleit. Később sikerült megerősíteniük azt is, hogy ember ül a rádióforrást jelentő objektumban: egy szívverés szinuszritmusát tudták azonosítani, mivel a rádiójelek egyik csatornáján a telemetria orvosi sávját sikerült befogniuk.
A szovjet irányítás úgy tervezte meg a Vosztok–1 pályáját, hogy az zömmel a tengerek, óceánok felett húzódjon végig. Az egyetlen keringés során Gagarin mindössze kilenc ország felett repült el. A tervezésnél azért lett cél a minél kevesebb szárazföld érintése, mert a szovjet vezetés nagyon fontosnak tartotta hangsúlyozni a repülés békés jellegét, és a tervezők számára világossá tették, hogy messze el kell kerülni az Egyesült Államokat és a Nyugat országait, nehogy a Szputnyik–1-hez hasonló hisztéria törjön ki, és a nyugati újságírók ismét haditettnek állítsák be a repülést.
Eseménysor (rádióforgalmazások):
- 9:21 Az első üzenet a HF sávon

Kedr (Gagarin): A lámpák világítanak a leszállási kijelzőn. Közérzetem jó, a hangulatom is jó. Műszerállások: nyomás 1; páratartalom 65; hőmérséklet 20; nyomás a fülkében 1; első automata 155; második automata 155; a fékezőrakétákban levő nyomás 320 atmoszféra.
A habarovszki rádióállomásról azonban nem érkezett válasz, a kétoldalú kommunikáció nem járt sikerrel.
- 9:25 A Vosztok–1 elhagyja a Kamcsatka-félszigetet, a repülés a Csendes-óceán feletti szakaszba lépett. Egyben Gagarin utolsó URH (UHF) adása

Kedr: Hívom Zarja–3-at. Hallotok engem?
Kedr: Hallotok engem, Hallotok engem? Nem hallom Vesznát, (Habarovszk – rövidhullámú követőállomás) nem hallom Vesznát.
Zarja–3 (Karpenko): Értettem. Mi kielégítően hallunk Téged.
Kedr: A repülés jól halad. Minden jól alakul. Tudtok valamit mondani nekem?
Gagarin érdeklődése a pályaparaméterekre vonatkozott. Az űrhajóban ugyanis nem volt olyan rendszer, amelyből az űrhajós megtudhatta volna, hogy az elért pályája az előre tervezettek szerint alakul-e, ezt csak a földi irányítás tudta megállapítani és közölni vele.
Kedr: A repülés rendben zajlik. A súlytalanság normális érzés. Jól vagyok. Az összes műszer, az egész rendszer jól működik. Tudtok mondani valamit nekem?
Zarja–3: Jól hallak. A műszerek jól működnek, jól érzed magad.
Kedr: Tökéletesen hallak. Tudtok mondani valamit a repülésről? Tudtok valamit mondani nekem?
Zarja–3: Nem kaptunk instrukciókat a 20-astól (Koroljov). A repülés rendben halad előre.
Kedr: Értettem, nincs instrukció a 20-astól. Akkor mondd be a Ti repülési adataitokat! És üdvözlöm a szőkét (Alekszej Leonovot)
Zarja–3: Milyen a vétel?
Kedr: Jól hallak Téged. És Te?
Zarja–3: Hogy érzed magad?
Kedr: Kitűnően érzem magam, tökéletesen, tökéletesen, tökéletesen. Mondjatok valamit a repülésről!
Zarja–3: Ismételd kérlek, nem hallom jól.
Kedr: Jól érzem magam, nagyon jól, nagyon jól.
Kedr: Kérlek jelentsétek a repülési adatokat!
Zarja–3: Hallasz minket?
Ezzel Gagarin kiért az URH követőállomás hatóköréből, és a továbbiakban csak az RH sávon tudott kapcsolatot tartani az irányítással. Az utolsó rádióbeszélgetés azonban kisebb feszültséget gerjesztett benne, hogy az irányítástól nem kapott adatokat a repülésére, az elért pályájára vonatkozóan. Az ugyanis csak a repülés 25. perce körül vált biztossá, hogy megfelelő pályán van-e az űrhajó. Ennek a visszatérésnél volt jelentősége, ha valami nem a tervek szerint alakult – mint ahogy valójában nem is úgy alakult –, a fékezőmanővert meg kellett változtatni, valamint rossz esetben (a fékező hajtóművek meghibásodása esetén) nem tudott volna visszatérni az űrhajós, vagy túl hamar kellett volna visszatérnie a földgolyó egy ismeretlen pontján. Az irányító személyzet nem kapott engedélyt a repülés legfőbb irányítóitól (Koroljovtól és Kamanyintól), hogy pontos adatokat közöljenek Gagarinnal – vagy maguk sem voltak birtokában ezeknek –, így azok kétségek között is hagyták az űrhajóst, aki emiatt feszült lett.
- 9:29 Az URH kapcsolat vége, az űrhajó elhagyja a Kamcsatka-félszigetet.

Az URH adás megszakadása után csak az RH adás állt rendelkezésre, ám az nagyon gyenge minőségűnek bizonyult, csak akkor vált használhatóvá, amikor a Vosztok–1 később elérte a pálya földtávolpontját, messze a Csendes-óceán felett.
- 9:37 A Vosztok–1 belép az árnyékos féltekére a Hawaii-szigetektől északnyugatra.

Gagarin elmulasztotta a helyi naplementét, csak akkor eszmélt rá, hogy belépett a sötét féltekére, amikor az ablakon át már nem látott semmit, csak sötétséget. Ekkor feljegyzéseket írt a repülési naplójába (ami egy jegyzetblokkból és egy zsinórral hozzá rögzített ceruzából állt). Aztán egy kísérlet következett: Gagarin evett néhány falatot az előkészített ételből. Előzetesen voltak olyan felvetések, mely szerint a súlytalanságban képtelenség lesz enni, a kísérlet rácáfolt erre, Gagarin gond nélkül evett és ivott. A tapasztalatait fel szerette volna jegyezni, de nem találta a ceruzáját. Amikor hozzákezdett az étkezéshez, hagyta, hogy a jegyzetblokkja és a ceruza lebegjen a kabinban, de aztán a zsinór valahogy elengedte a ceruzát, ami elveszett a kabinban. Ekkor úgy döntött, a vele levő hangrögzítőre mondja fel tapasztalatait, ám ez is akadályba ütközött, a diktafon magnószalagja addigra betelt (a kis eszköz hangimpulzusra kapcsolt be, de a mikrofonja túl érzékenyre sikerült, és a kabin apróbb hangjai, mint a ventilátorok zaja, beindították), ráadásul értéktelen információval. Gagarin úgy döntött, visszatekercseli a szalagot egy kicsit és rámondja a diktafonra a tapasztalatait.
- 9:46 A fékezőmanőverre való felkészülés.

Habarovszk egy rövid üzenetet küldött Gagarinnak, inkább csak egy kódot – „KK” – mintsem részletes parancsot. Ennek értelmében Gagarinnak vissza kellett jeleznie, ha látta, hogy a távirányítással küldött parancs betöltődött az automatikus leszállító rendszerbe (a repülés mindvégig távirányítással zajlott, az irányítóközpont aktiválta a parancsokat, Gagarin csak felügyelte a rendszereket). Gagarin két perccel később jelentette a művelet sikeres megtörténtét.
- 9:48 A Vosztok–1 a nyugati hosszúság 170° mentén szelte át az egyenlítőt és átlépett a déli féltekére. Gagarin jelenti a helyzetét.

Kedr: Hallotok? Leadom az előírás szerinti státuszriportot: 9 óra 48 perc (moszkvai idő szerint), a repülés rendben halad. A Szpuszk-1 (az automata leszállító rendszer) normálisan működik. A leszállásjelző műszer kijelzője él. Kabinnyomás 1; páratartalom 65; nyomás a fülkében 1,2; kézi 150, első automata 155; második automata 155, fékezőrakéta tartálynyomás 320 atmoszféra. Jól vagyok.
- 9:49 Az első sikeres RH üzenetváltás a Csendes-óceán felett

Kedr: A földi irányítás nem hall. Még árnyékban repülök.
Veszna (Habarovszk állomás – Kaduskin kapcsolattartó): Vétel.
- 9:50 Elkezdődik az orientációs manőver, a napszenzorok a megfelelő pozícióba tájolták az űrhajót a fékezéshez

Kedr: A napra tájolt orientációs rendszer működik
A Vosztok űrhajó fenekén helyezkedtek el a fékezőrakéták, ehhez az űrhajót át kellett fordítani, hogy a rakéták a haladási irány felé fejthessék ki hatásukat. A manővert automatikus rendszer vezérelte, amelynek fő eleme egy napszenzor volt, amely az űrhajó Naphoz képesti relatív helyzetét mérve pontos irányba fordította a kabint. (A rendszernek volt még egy tartalék manuális-vizuális rendszere is, amellyel Gagarin egy beépített távcsővel kézzel tudta volna irányba fordítani a kabint.) Gagarin tehát üzenetében az elsődleges rendszer működőképességét – egyben az egyszerűbb, automatikus leszállási módot – igazolta vissza.
- 9:53 Kamanyin parancsot adott, hogy végre közöljék Gagarinnal, megfelelő pályán repül.

Veszna: A 33-as (Kamanyin) parancsára a műszerállások alapján közlöm: a repülés rendben halad, a tervezett pályán. A repülés rendben megy, a tervezett pályán.
Kedr: Vettem. A repülés rendben halad. … kis szünet … Kitűnő hangulatban vagyok. Folytatom a repülést. Amerika felett vagyok.
Gagarin tehát végre értesülhetett róla, hogy minden rendben van a repülésével. Ezzel szemben a pályája korántsem terv szerint alakult, Kamanyin intézkedése inkább Gagarin megnyugtatására irányult, lényegében becsapták az űrhajóst, mivel a kezdeti gyorsításnál a Vosztok–1-et kissé túlgyorsította a rakéta és magasabbra került a pályája, így a fékezőrakéta hibája esetén Gagarinnak nem volt esélye a túlélésre.
- 10:00 A TASZSZ hírügynökség nyilvánosságra hozta a hírt a világ közvéleménye számára, hogy az első ember jár éppen a világűrben.

„A Szovjetunió a mai napon fellőtte a világ első embert szállító űrhajóját, a Vosztokot egy egy fordulatos Föld körüli útra. Az első űrpilóta Jurij Alekszejevics Gagarin őrnagy, szovjet állampolgár. Kétoldalú rádiókapcsolatot teremtettünk és tartunk fenn Gagarinnal.”
A szovjet hírügynökség csak akkor jelentette be a világnak a hírt, amikor a Vosztok–1 már rendben pályára állt, és biztos volt a siker. Eredetileg három verziót készítettek a bejelentéshez: egyet, amely a győzelemről, a dicsőségről szólt, egy másikat, amelyet arra az esetre készítettek elő, ha az űrhajó nem állt volna sikeresen pályára és a tajgában vagy az óceánban ért volna földet és amelyben felkérik más országok kormányait, hogy nyújtsanak segítséget az űrhajós felkutatásában, végül a harmadikat a kudarc, a világ első űrhajósának halála esetére írták meg.
- 10:02 A moszkvai rádió is bemondta a hírt.
- 10:09 A Vosztok–1 kilép az árnyékból és átlép a nappali féltekére.

A földrajzi helyet tekintve a Magellán-szorost elhagyva, az Atlanti-óceán déli része felett bukkant ki az űrhajó a sötétből.
- 10:11 Az utolsó rádiókapcsolat a habarovszki rádióállomással.
- 10:18 A rádiókapcsolatot átvette a moszkvai rádióállomás.

Veszna: Gagarin őrnagy, a repülés rendben halad.
Gagarin ugyan nem válaszolt az üzenetre, ám hallotta az üzenetet. A repülés során először alkalmazták az űrhajós katonai rangjelzését, amely ráadásul új volt: Gagarint hivatalosan pár órával a repülés előtt léptették elő főhadnagyból őrnaggyá.

### Leszállás
Mivel a Vosztok nem rendelkezett manőverező hajtóművel, ezért a pályáját sem tudta változtatni, így a visszatérése a Föld felé ún. ballisztikus pályán történt. Az űrhajót arra is felkészítették, és az űrhajónak olyan keringési pályát terveztek, hogy ha a fékezőrakéta (aminek nem volt tartaléka) meghibásodik, az űrhajó körülbelül 5–7 nap alatt lefékeződött volna, és visszatér a légkörbe. Gagarinnak elegendő ellátmánya volt erre az időszakra is.
A visszatérés a felszállás utáni 39. percben a magasságszabályzó automatika bekapcsolásával kezdődött. A 71. percben bekapcsolt a fékezőrakéta, majd a légköri fékezés emésztette fel az űrhajó mozgási energiájának nagy részét, végül a végső 5–7 km-es távot az űrkabin és utasa külön-külön ejtőernyővel tette meg. A légköri fékezés során a tekintélyes, 8–10 g-s lassulást kellett Gagarinnak elviselnie.
Eseménysor (rádióforgalmazások):
- 10:25:04 Fékező manőver.

A fékező manőver a rádió követőállomások hatókörén kívül következett be, Gagarinnak nem volt rádiókapcsolata, csak a fedélzeti hangrögzítőre mondta rá a megfigyeléseit. A TDU–1 fékezőrakéta 44 másodpercig működött, a Vosztok–1 letért a Föld körüli pályáról és belesüllyedt a légkör sűrűbb rétegeibe. A Vosztok–1 Afrika nyugati partjainál Kongó partjai fölött lépett be a légkörbe.
- 10:26:42 A visszatérő kabin és a műszaki egység leválasztásának elméleti ideje.

Nem sokkal a fékezőrakéta leállását követően a visszatérő kabinnak le kellett válnia a műszaki egységről, ám a szeparáció nem történt meg teljesen. A korabeli krónikák mindenben tökéletes repülésről írtak, így elhallgatták a visszatéréskor történt hibát. Gagarin azonban már a repülés után elmondta, hogy az űrhajó két egysége nem vált szét megfelelően, bár a két egység fizikailag szétkapcsolódott, de valamely kapcsolóelem, vagy kábel egymáshoz kötötte őket, és az ébredő légerők pörgésbe vitték az űrhajót.
„…Amint a TDU (a fékezőrakéta) leállt, egy éles rántást éreztem. Az űrhajó igen nagy sebességgel pörögni kezdett a tengelye körül. A Föld átcikázott a VZOR (az ablak) előtt fentről le és jobbról balra. A pörgés sebessége elérte a másodpercenkénti 30 fokot, de nem többet… Minden pörgött. Az egyik pillanatban Afrikát láttam – mivel éppen Afrika felett jártam –, a másikban a horizontot, a harmadikban az eget…”
Az illetékesek sokáig tartották magukat a tökéletes repülés teóriájához és Gagarin megtévesztett időérzékével magyarázták az így nyilvánosságra került perceket, miszerint a leválasztást hosszabbnak érezte, mint az valójában volt és ezt hihette szétválasztási hibának. Később elismerték a hibát, elfogadva Gagarin feltételezését, miszerint valamilyen vezeték tartotta összekapcsolva a két űrhajórészt, amely csak sokára szakadt el, vagy égett át a súrlódástól. Azonban még későbbi analízisek a hiba okának és a leszállás kritikus részének egy újabb forgatókönyvét dolgozták ki. Eszerint a fékezőrakéta egyik hajtóanyag-szelepe már a fékezőmanőver kezdetén meghibásodott és azon keresztül szökni kezdett a gáz, ezért a hajtómű kicsit a tervezett idő előtt leállt (ezzel a tervezett 136 m/s helyett csak 132 m/s lassulás következett be), ám az idő előtti leállás megzavarta a rendszert, és az nem aktiválta a hajtómű-leállítási parancsot, valamint később a szétválasztási parancsot sem. A nyitva maradt üzemanyagrendszerből a hajtóanyagtartály túlnyomását biztosító gáz, valamint az oxidálóanyag tovább szökött, amely gyors pörgésbe vitte az űrhajót. Később – vélhetően egy vészhelyzeti biztonsági parancsnak köszönhetően – megtörtént a szétválás, mintegy 10 perccel a tervezett időpont után.
- 10:36 A visszatérő kabin és a műszaki egység leválasztásának tényleges ideje.

A Vosztok–1 leszállóegységének és műszaki egységének szétválása Egyiptom felett történt meg, és nagyjából az eseménnyel egy időben megkezdődött a repülés utolsó fázisa, a légkör áttörése. A kabin a légkörbe érve tüzes golyóként száguldva fékeződött. Gagarin később a következőképpen írta le az élményt:
„Hirtelen nagy bíbor lángok tűntek fel a szemem sarkában. Ugyanilyen bíbor fényt figyeltem meg a jobb oldali kisablakon. Éreztem, ahogy beleng az űrhajó, és a hőpajzs borítása égni kezd. Nem tudom mi okozhatta azokat a pattogó hangokat: lehet, hogy maga a szerkezet okozta, vagy a hőálló borítás miatt is lehetett, de pattogó hangot hallottam. A frekvencia 1 pattanás volt percenként. Általánosságban azt is éreztem, hogy a hőmérséklet felszökik… Aztán következett a lassulási erő fokozatos növekedése. A műhorizont egyfolytában kilengett minden tengely körül. Ahogy a túlterhelés elérte a csúcspontját, megláttam a Napot. A sugarai a kabinajtó kisablakán és a jobb oldali kisablakon szűrődtek be. A visszaverődő sugarakból azt is meg tudtam becsülni, ahogy a kabin forgott. Mire a túlterhelés elérte a csúcspontját, a kabin lengése 15 fokra csökkent. Abban a pillanatban úgy éreztem, hogy a túlterhelés elérte a 10 g-t is. Akkor volt egy 2–3 másodperces időszak, amikor a műszerfal elhomályosodott. A látásom kezdett szürkülni. Megfeszítettem az izmaimat. Ez használt, minden visszakerült a rendes kerékvágásba.”
- 10:55: Leszállás.

A légköri fékezést követően Gagarin a terveknek megfelelően 7 km-es magasságban katapultált a kabinból, és külön ejtőernyővel ereszkedett tovább, majd landolt a Volga folyó egyik kanyarulatnál levő Szmelovka falu melletti szántásban, Szaratov városától délnyugatra. Összesen 108 percet repülve egy Föld körüli keringést tett meg.
Elsőként egy, a földeken dolgozó parasztasszonnyal és lányával találkozott a világűrből visszatérő űrpilóta, akik kissé megrettentek tőle. Majd egy traktoros rohant el Szmelovkába értesíteni a hatóságokat a földet érés tényéről. Nemsokára a kutató-mentő szolgálatok is a helyszínre értek, és elvitték Gagarint, előbb Engelsz városába, ahonnan telefonon jelentette a feladat teljesítését Konsztantyin Versinyin marsallnak, a légierő parancsnokának, valamint egy gratuláló táviratot vett át, amelyet Hruscsov küldött a számára. Később Kujbisev érintésével tértek vissza Tyura-Tamba.

## Az esemény fogadtatása

### Fogadtatás a világban
Moszkvában hatalmas állami fogadást rendeztek a világ első űrhajósának tiszteletére, Gagarin hivatalosan jelentett az SZKP vezetőinek, majd a Kremlben a többi űrhajóssal együtt fogadták. A világsajtó ugyancsak ünnepelte Gagarint, a repülést azonban a szovjet kormányhoz fűződő kapcsolat alapján sokféleképpen ítélték meg.
A világ nyugati fele elismerte a Vosztok–1 repülésének jelentőségét, ám a sajtó egyöntetűen militarista felhangokkal rontotta az esemény hangulatát. Az Egyesült Államok kormánya hivatalos táviratban gratulált a teljesítményhez, azonban a sajtóban megjelent értékelések nyíltan vereségként fogták fel (a Szputnyik–1 után másodszor) a szovjet teljesítményt. Egyes lapok a nukleáris fegyverkezési versennyel vontak párhuzamot (tekintettel arra, hogy ugyanazt a rakétatechnikát használták az atomfenyegetést jelentő harci eszközökhöz és az űrrepüléshez is), mások egyértelműen a kommunizmus erejét fitogtató propagandaként állították be a repülést. A politikai válság elkerülésére, a szovjet technikai teljesítmény ellensúlyozására John F. Kennedy elnök sajtófogadást tartott, amin többek között azt mondta: „Időbe telik, mire utolérjük a Szovjetuniót”, majd nem sokkal később bejelentette az Apollo-programot a Hold elérésére.
Anglia egyik vezető lapja, a The Economist abbéli aggályát fejezte ki, hogy az űrtechnika meglepetésszerű, űrből indított nukleáris támadásokra adhat lehetőséget, míg a másik táborból való indiai sajtó Dzsaváharlál Nehru véleményét adta közre, miszerint a szovjetek „nagyszerű győzelmet arattak a természet erői felett”. A nyugatnémet Die Welt az amerikai bizonyítványt magyarázta, miszerint az USA rendelkezett a forrásokkal, amelyek először juttathattak volna embert az űrbe, de a szovjetek a céltudatosságukkal győztek, a függetlenek táborából származó svéd Svenska Dagbladet azért korholta a „szabad országokat”, mert megosztják és szétforgácsolják az erőforrásaikat.

### Magyar fogadtatás
A magyar sajtó szuperlatívuszokban, a kommunizmus győzelmeként ecsetelte a világ első űrhajósának repülését. A Népszabadság az ünnepi alkalmakra tartogatott piros színnel szedett első oldallal és egész oldalas vezércikkel, az Esti Hírlap különkiadással ünnepelt, Kádár János, az MSZMP első titkára ünnepi nyilatkozatot adott ki az esemény tiszteletére.

## Világjáró körutak

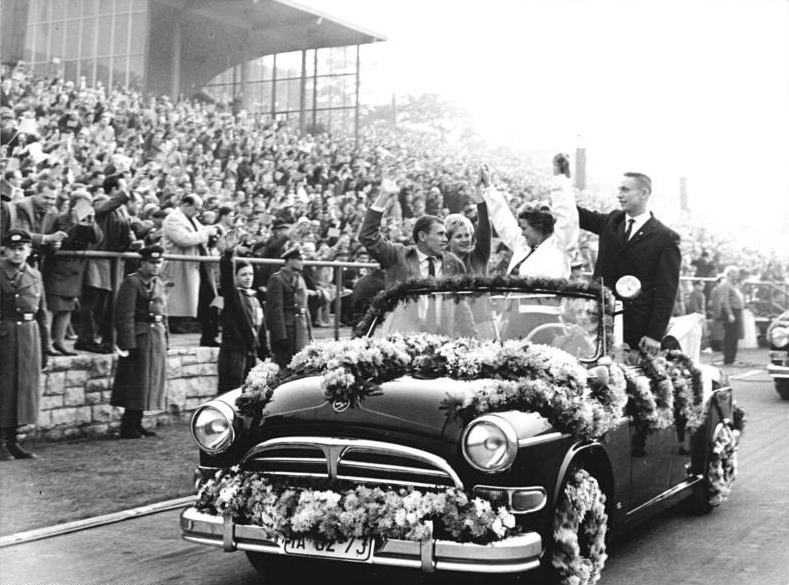
Gagarin és Tyereskova fogadtatása az NDK-ban egy NDK – Magyarország focimeccs előtt

Gagarin röviddel a repülését követően több országot és kontinenst érintő látogatás-sorozatra indult, hogy a Szovjetunió általa népszerűsítse a kommunizmus tudományos-technikai eredményeit. Látogatásai nem álltak össze hagyományos körúttá, többször csak egyetlen országot látogatott meg. Első útja Bulgáriába vitte őt, 41 nappal repülése után.
Második útja már egy több kontinenst átölelő utazás volt, amelynek során ellátogatott Csehszlovákiába, Finnországba, Angliába, Izlandra, Kubába, Brazíliába, Kanadába és Magyarországra. Harmadik útja során Ázsia országaiba utazott, többek között Indiába, Indonéziába, Burmába, Srí Lankára és Afganisztánba. Negyedik körútja pedig Afrikába vezetett: Egyiptomban, Libériában járt. Útja során szinte kivétel nélkül kitüntetéseket kapott és tömegek fogadták, üdvözölték.

### A világturné magyarországi állomása
Gagarin a világ országaiba vezető turnéjának tizedik állomásaként látogatott Magyarországra 1961. augusztus 19. és 21. között. Az akkori MSZMP vezetés a kommunista rendszer melletti propagandaeseménynek szánta a világ első űrhajósának meghívását, és a három napos eseménysorozat óriási sajtópublicitás mellett zajló, hatalmas tömegeket megmozgató eseménnyé vált (a program szervezői tudatosan választották a nemzeti ünnepet és munkaszüneti napot a látogatásra, hogy minél nagyobb tömegek találkozhassanak az űrhajóssal). Ez volt az első olyan látogatás a világkörüli út során, ahová az űrhajóst elkísérte a felesége és az egyik kislánya is.
Gagarin gépe 1961. augusztus 19-én reggel érkezett a budapesti Ferihegyi repülőtérre, és a látogatás az első állomáson, a fővárosban kezdődött. Gagarint nyitott kocsin hordozták körbe Budapest főbb útvonalain, ahol budapestiek integető, üdvözlő sorfala fogadta. Ahogy a látogatás későbbi állomásain, úgy már itt, az első állomáson is valóságos „Gagarin-láz” tört ki. Előbb hivatalos fogadáson köszöntötték a Parlamentben, majd 200 000 ember előtt mondott beszédet egy nagygyűlésen. Augusztus 20-án vidéki városokat látogatott végig Gagarin és az őt kísérő pártfunkcionáriusok hada. Sztálinvárosba, Pécsre és Komlóra vezetett a delegáció útja, ahol mindenütt óriási ünneplő tömeg és lelkes fogadtatás várta a vendéget. A látogatás harmadik, egyben utolsó napján még Sárbogárdon és Dombóváron állt meg Gagarin, majd hazautazott. Gagarin látogatása során mindenütt megnyerte az embereket, vidám, egyszerű, sztárallűröktől teljesen mentes, közvetlen viselkedésével valóságos sztár lett.

## Világrekord
Gagarin repülését a FAI (Fédération Aéronautique Internationale) világrekordként jegyezte be. A rekord máig fennáll a „Magassági rekord/Egyszemélyes űrhajó/Férfi” kategóriában. Azonban a világrekord bejegyzésének körülményei vitatottak, a Vosztok-csapat lényegében csalással jutott a világrekordhoz. A FAI 1960. szeptemberi barcelonai ülésén dolgozták ki az űrrepülési rekordok hitelesítési kritériumait, amelyek szerint az űrhajós teljesítménye akkor hitelesíthető, ha 100 km feletti magasságra emelkedik, legalább egy Föld körüli fordulatot megtesz és ugyanabban az űrhajóban kell startolnia és földet érnie. Azonban Gagarin nem az űrhajóban ért földet, hanem külön, a saját ejtőernyőjén, így nem teljesítette a rekord egyik kritériumát. Ehelyett a szovjet illetékes inkább nem a kritériumokat egyértelműen rögzítő, hanem általánosságban fogalmazó – lényegében ködösítő – hitelesítő nyilatkozatot adott ki a teljesítményről.
„Alulírott Ivan Boriszenko, a Cskalov Központi Repülőklub sportbiztosa tanúsítom, hogy moszkvai idő szerint 10 óra 55 perckor a szaratovi területen, Szmelovka falu közelében földet ért a Vosztok űrhajó. A leszállás koordinátái: északi szélesség 51°16', keleti hosszúság 45°59'. Aláírás: Ivan Boriszenko.”
A sajtó azonban már a korabeli tudósításaiban „elszólta magát”, a Komszomolszkaja Pravda a leszállás szemtanúit idézve egyértelműen felfedte az igazságot a körülményeket illetően. Ráadásul a szovjetek a felszállás helyét is tévesen adták meg, a nyugatabbra levő Bajkonurt tüntették fel Tyura-Tam helyett, hogy az űrrepülőterük helyét titokban tartsák. Ennek ellenére a FAI bejegyezte a rekordokat. Végül a szovjet illetékesek csak 1971-ben ismerték el a valós körülményeket (érdekes módon azonban a FAI akkor sem vette el a rekordot Gagarintól).

## Emlékek

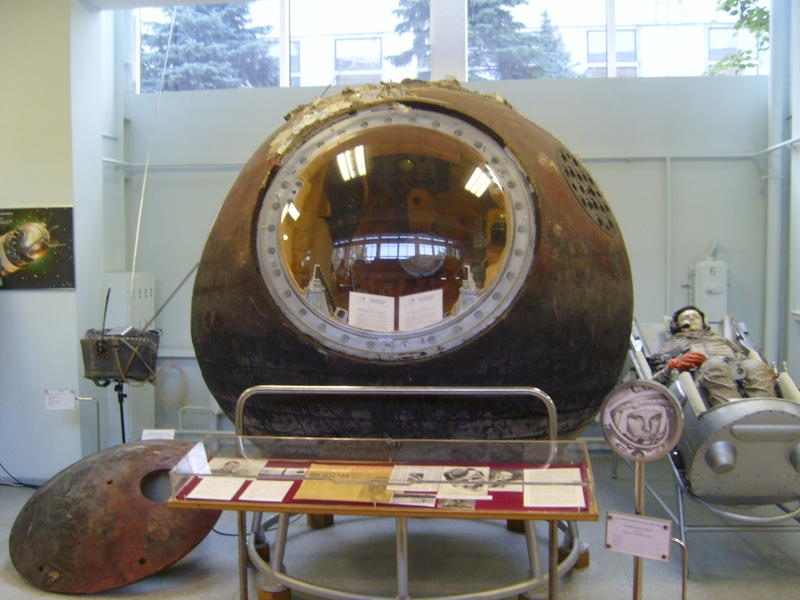
A Vosztok–1 visszatérő kabinja az RKK Enyergija múzeumában kiállítva

A Vosztok–1 repülésnek a leszállóhely emlékparkká alakításával állított emléket a Szovjetunió. Az első emberes űrrepülést egy 25 méter magas emlékmű szimbolizálja: egy stilizált ezüst színű rakéta tör a magasba egy hosszú lángcsóva hátán egy fehér kő talapzatból, mintegy valamiféle kilövőállásból, amely előtt Gagarin három méter magas, fehér, űrruhás szobra áll, egyik kezét üdvözlésre emelve, a másikban pedig az űrruha sisakját tartva.
A repülés másik fő emlékhelye a Moszkva melletti Koroljovban található, ahol az RKK Enyergija múzeumában a Vosztok–1 űrhajó visszatérő egységét állították ki.
A kézzel fogható emlékek mellett egyfajta szellemi emlékmű is született, egy film képében. 2011-ben, a repülés 50. évfordulójára Christopher Riley dokumentumfilmes, az Európai Űrügynökség űrhajósával, Paolo Nespolival együttműködésben elkészített egy filmet, First Orbit címmel. Nespoli egy keringést rögzített kamerával a Nemzetközi Űrállomásról azon a pályaíven, amelyen egykor Gagarin repült, ezzel bemutatva a nézőknek, vajon mit láthatott az űrhajós az első űrrepülés alkalmával, narrációképpen pedig a repülés eredeti hanganyagát vágták a képek alá.

## Összeesküvés-elméletek

### „Nem Gagarin volt az első”
Egyes vélekedések szerint több ember is megelőzte Gagarint az űrben, ám ők szerencsétlenül jártak, így Gagarin csak abban volt első, hogy életben is maradt az űrrepülés után. Elsőként Pjotr Dolgovot jelölték meg, mint a világ első űrhajósát, aki 1960. október 11-én hajtott végre űrrepülést – amelyet török, japán, svéd, angol és olasz rádió követőállomások erősítettek meg –, ám a visszatérés során problémák adódtak, és az űrhajós belehalt a tervezett 8 g lassulás helyett dupla akkora erőhatásba.
Dolgov alezredes valós személy volt, de halála később, 1962. november 1-jén következett be, amikor egy extrém magasságú ejtőernyősugrásnál az űrruhája kihermetizálódott, ő maga pedig holtan ért le a földre.
Az űrlegendák szerint két hónappal az állítólagos Dolgov-baleset után egy újabb űrhajós, Gennagyij Zavadovszkij őrnagy indult a világűrbe titokban, ám a repülés végén a fékezőrakéták rossz irányba fejtettek ki erőt, a leszállás helyett tovább emelve az űrhajó pályáján, amely elviselhetetlenül hosszúra nyújtotta a repülési időt. A kabin 2 hét múltán tért vissza a Földre, de a levegő négy nap után elfogyott, az állítólagos űrhajóst halálra ítélve.
Zavadovszkij is valós személy, pilóta volt, különleges magassági teszteken vett részt.
Az összeesküvés-elméletek hívői 1961. február 4-re is tesznek egy sikertelen szovjet próbálkozást az ember világűrbe juttatására. Eszerint Gennagyij Mihajlov őrnagy vett részt egy űrrepülésen, ám az űrhajós szívrohamot kapott a repülés során, és mire az űrhajót lehozta az irányítás, az utasa már halott volt. Majd alig két héttel a Mihajlov-incidens után újabb két űrhajós „halt meg”: 1961. február 17-én egy Lunyik szondában egy férfi és egy női űrhajós (egyes források szerint házaspár) indult egy, a Holdat megkerülő küldetésre, ám Föld körüli pályán ragadtak, ahol február 24-ig tartották velük a rádiókapcsolatot, amely akkor titokzatos módon megszakadt, és a páros sorsa onnantól kezdve ismeretlen.

### „Gagarin nem járt az űrben”
Más vélekedések szerint Gagarin nem is járt az űrben. A legszélesebb körben elterjedt, legjelentősebb elmélet szerint 1961. április 7-én (vagy április 10-én) Vlagyimir Iljusin (Szergej Iljusin repülőgép-tervező fia) jutott fel elsőként a világűrbe. A hír szerint Iljusint azonban nem lehetett bemutatni mint a világ első űrhajósát, mivel a visszatéréskor súlyosan megsérült (egy másik változat szerint egy hiba folytán Kínában ért földet, ahol egy évig fogságban tartották). Ezért a szovjetek Gagarinnal egy színjátékot játszottak el, amelynek során az űrhajós beszállt a Vosztokba, majd amikor az őt búcsúztató munkások visszahúzódtak a munkahelyeikre, egy titkos hátsó ajtón elhagyta az indítótornyot, a rakéta nélküle startolt el, végül a leszállási körzetben egy beöltözött ejtőernyőst dobtak le, akit a KGB dokumentáltan kimenthetett. Aztán a világnak bemutatták Gagarint. Az egész elmélet egy külföldi újságíró által április 7-én Nyugaton nyilvánosságra hozott pletykán, Iljusin egy korábbi autóbalesetből származó súlyos sérülésén és azon a megfigyelésen alapult, hogy Gagarin felszállás előtti fotóiról hiányzik a sisakon levő CCCP felirat, míg a leszállás után már ott díszeleg a helyén.).
Lényegében az összes elmélet feltételezéseken, hallomásokon és pletykákon alapult, így könnyen cáfolhatók, bár hivatalosan a szovjet/orosz illetékesek sosem fáradtak azzal, hogy figyelemre méltassák őket.